# Quatro por Quatro
A Quatro por Quatro egy 1994-es brazil sorozat, amit a Globo sugárzott először 1994. október 24. és 1995. július 23. között. 

## Történet
Ângela egy kislány, aki nem rég tudta meg ki a vérszerinti apja, aki nem más mint Bruno, egy orvos, akinek felesége, Mércia szülés közbeni komplikációk miatt meghalt. A történtek miatt Bruno magát okolja, hogy nem tudta feleségét megmenteni. Mivel a traumát nem tudta feldolgozni, ezért az újszülött Ângela-t, orvos barátjára,  Gustavo Rossini gondjaira bízza. Bruno a múltja elől elmenekül az Amazonashoz. Azonban a múlt továbbra is elkíséri Brunót, Suzana személyében, aki néhai feleségére teljesen hasonlít, hiszen valójában az ikertestvére. Suzana elcsábítja Brunót. 
Évekkel később, mikor Bruno visszatér Rio de Janeiróba, mindent megtesz, hogy visszaszerezze a lányát, ám szembe kell szállnia Gustavóval, aki a lányt sajátjaként neveli. 
Gustavo egy sikeres orvos, akinek a pszichológus felesége Abigail, állandóan azért harcol hogy fenntartsa a tökéletes házasságuk látszatát. Mivel Abigailt a férje rendszeresen megalázza mások előtt, elhatározza, hogy bosszút áll férjén. Egy autóbaleset után három másik nővel együtt letartóztatják Abigailt és egy fogádba kerülnek. A cellatársai hasonló élethelyzetben vannak: mindannyiukat megalázta szerelmük, akiket tiszta szívvel szerettek: Auxiliadora, aki minidg keményen dolgozott, hogy férjével Alceval vezetett pékségük működjön, de férje egy fiatalabb lánnyal csalta meg; a félénk Tatiana "Tati", akit vőlegénye, Fortunato az oltárnál hagyott faképnél és a maníkűrös Babalu, aki barátját, Raít rajtakapott egy ágyban egy másik nővel, Norma Shirleyvel. 
A négy nő a cellában elhatározza, hogy együtt bosszút állnak ex-szerelmükön és megkeserítik életüket: mindannyian más személyiséget fognak felvenni. Abigail lesz Calpúrnia szerepében jelenik meg Alcinál, akinek feladata lesz, hogy a leendő menyasszony Elisa Maria életét pokollá tegye és hogy Alce esküvőjét ellehetetlenítsék. Auxiliadora pedig egy spanyol doktornő Carmen Almodóvar néven jelenik meg Gustavo életében, hogy leleplezze  Gustavo csalásait és nehéz természetét. De a tervbe hiba csúszik, mert Auxiliadora rövidesen beleszeret Gustavóba. Tati pedig egy egyszerű falusi lányként jelenik meg Rainál, az autószerelőnél, hogy megalázza a nőcsábászt. Mielőtt a tervét véghez vinné, megismerkedik Brunóval, akibe beleszeret. Rövidesen kiderül, hogy Tati teherbe esett tőle, mivel fél, hogy Bruno a hír hallatán elhagyná, ezért nem beszél róla. Babalu pedig Bruno nagyapjánál kezd el dolgozni, ahol Abigail kertészként dolgozik, hogy ex-férje, Fortunato életét pokollá tegye.

## Szereplők
| Színész            | Karakter                                                 |
| ------------------ | -------------------------------------------------------- |
| Betty Lago         | Abigail Rossini (Bibi) / Calpúrnia Fontes / Sharon Smith |
| Elizabeth Savalla  | Auxiliadora Fontes / Carmen Almodóvar / Maria do Socorro |
| Cristiana Oliveira | Tatiana Tarantino (Tati) / Raio de Sol / Maria das Dores |
| Letícia Spiller    | Barbarela Lourdes de Almeida (Babalu)                    |
| Humberto Martins   | Dr. Bruno Herrera Franco                                 |
| Marcos Paulo       | Dr. Gustavo Rossini                                      |
| Marcello Novaes    | Raimundo Schillatti (Raí)                                |
| Tato Gabus Mendes  | Alcebíades Augusto Fontes (Alce)                         |
| Helena Ranaldi     | Suzana Salles                                            |
| Marcelo Faria      | Dr. Gustavo Rossini Júnior (Ralado)                      |
| Luana Piovani      | Drª. Maria Eduarda Maciel (Duda)                         |
| Kadu Moliterno     | Samuel Spadafora (Samuca)                                |
| Rômulo Arantes     | Pedro Pereira (Pedrão)                                   |
| Françoise Forton   | Clarisse Pereira                                         |
| Leonardo Vieira    | Vinícius Loducca                                         |
| Bianca Byington    | Elizabeth Herrera Franco (Beth)                          |
| Diogo Vilela       | Fortunato                                                |
| Marcelo Serrado    | Dr. Danilo de Almeida                                    |
| Drica Moraes       | Denise Frateschi de Almeida                              |
| Jorge Dória        | Seu Santinho                                             |
| Bete Mendes        | Fátima de Almeida Pasquim                                |
| Oswaldo Loureiro   | Olegário Pasquim                                         |
| Tássia Camargo     | Maria Bataglia                                           |
| Lisandra Souto     | Elisa Maria Botelho Prado                                |
| Neuza Borges       | Teresa                                                   |
| Márcia Real        | Isadora Herrera Franco (Vó Dora)                         |
| Daniel Dantas      | Celso Herrera Franco                                     |
| Nina de Pádua      | Drª. Fabíola Herrera Franco                              |
| Inês Galvão        | Marta Rocha                                              |
| Paulo Guarnieri    | Átila Fontes                                             |
| Paulo César Grande | Thiago                                                   |
| Jorge Pontual      | Guilherme                                                |
| Alexandre Salcedo  | Alexandre                                                |
| Alberto Baruque    | Tufik                                                    |
| Íris Bustamante    | Drª. Silvia Magalhães (Silvinha)                         |
| Hugo Gross         | Dr. Leandro                                              |
| Fabiana Ramos      | Paula                                                    |
| Karla Muga         | Drª. Daniela Pereira                                     |
| Luciana Coutinho   | Norma Shirley                                            |
| Andréa Dantas      | Elzinha                                                  |
| Nestor de Montemar | Carlos Magno                                             |
| Tatyane Goulart    | Ângela                                                   |
| Eduardo Caldas     | Dinho                                                    |
| Diego Larrea       | Eugênio Pereira                                          |
| Ingrid Fridmann    | Ju                                                       |
| Fernanda Nobre     | Lolô                                                     |
| Luíza Curvo        | Renata                                                   |

## Érdekességek
- Marcos Paulo és Tato Gabus Mendes korábban együtt szerepeltek A kisasszony című sorozatban.
- Marcello Novaes és Humberto Martins korábban együtt szerepeltek a Vale Tudo című sorozatban.
- Marcello Novaes és Marcelo Faria korábban együtt szerepeltek a Topmodell című sorozatban.